# Daphnis hypothous
Espèce
Daphnis hypothous est une espèce de lépidoptère appartenant à la famille des Sphingidae, à la sous-famille des Macroglossinae, et au genre Daphnis.

## Description

### Imago
L'envergure de l'imago est de 86-120 mm. Son aspect est très proche de Daphnis nerii. Son corps et ses ailes sont verts, ornés de lignes sinueuses d'un vert plus foncé et d'un rose saumon plus ou moins marqué.

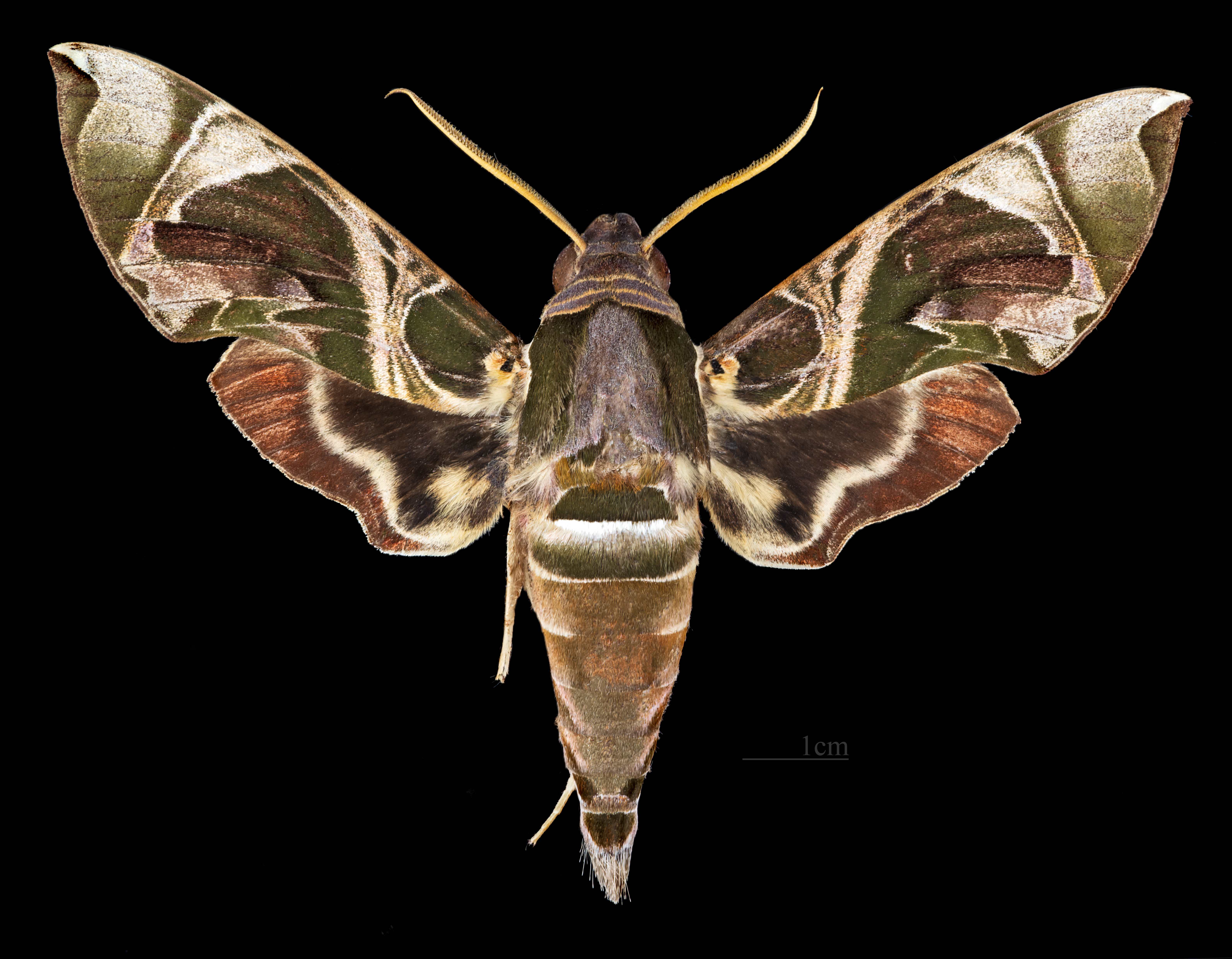
Daphnis hypothous hypothous ♂
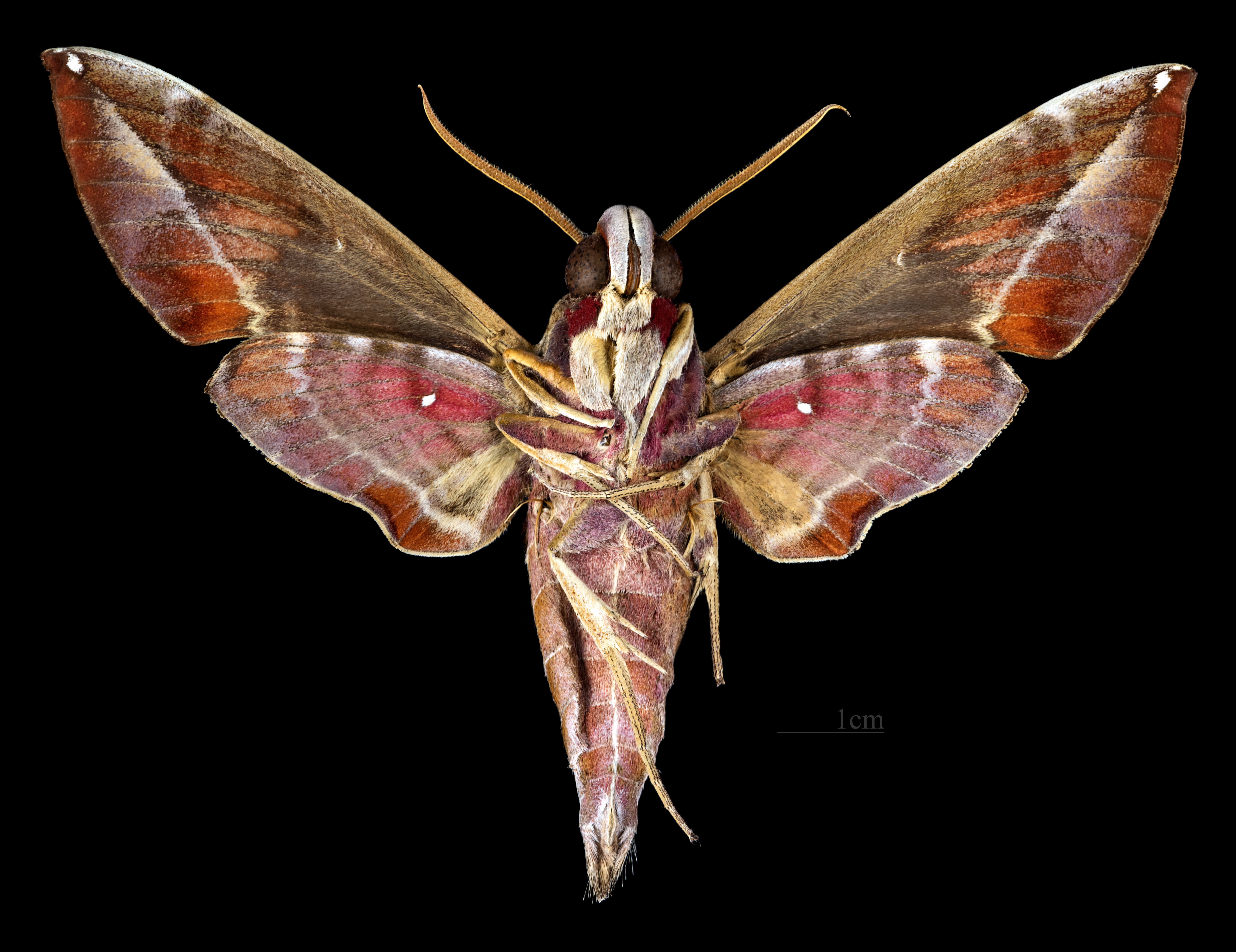
Daphnis hypothous hypothous ♂  △
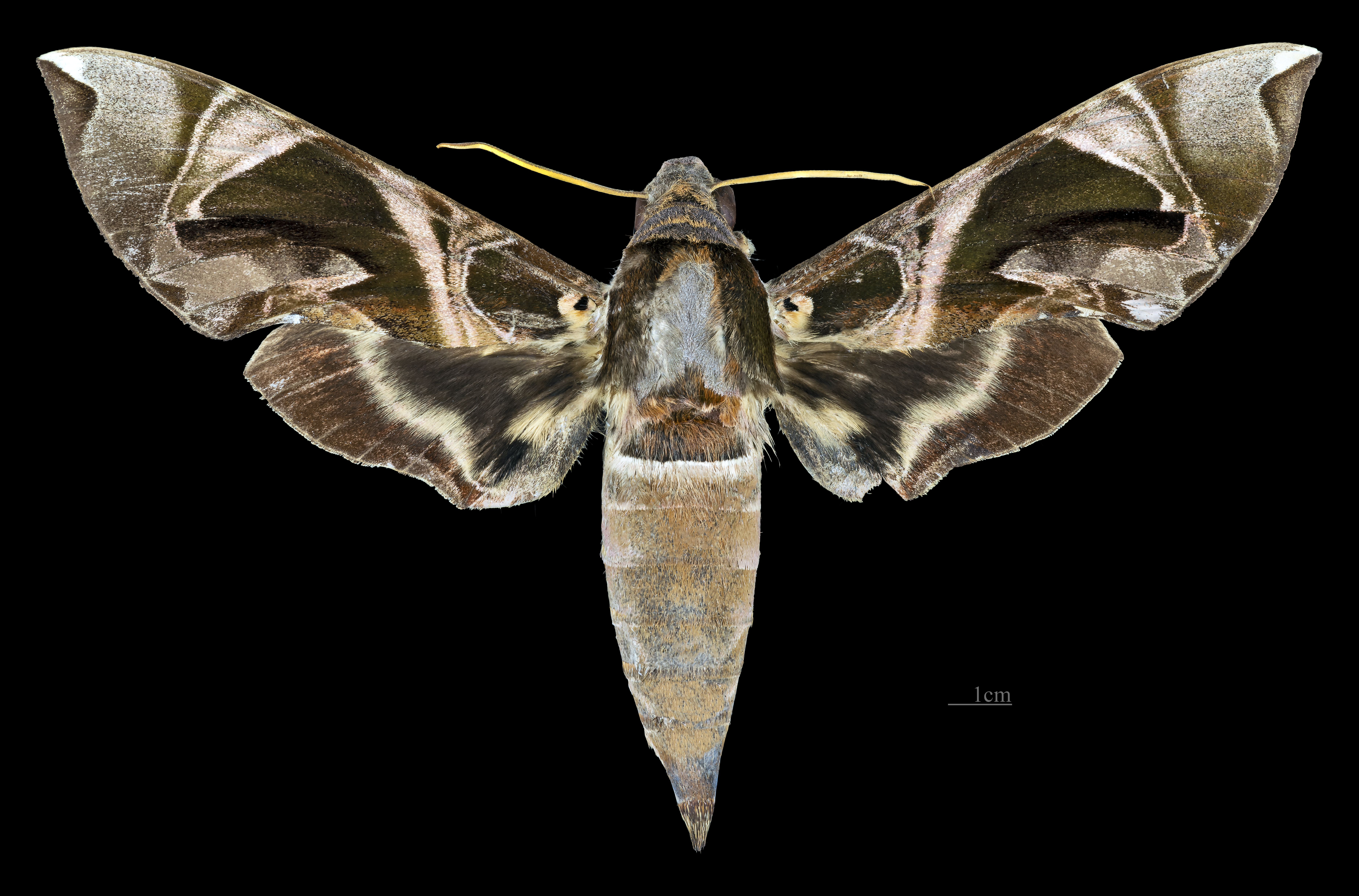
Daphnis hypothous hypothous ♀
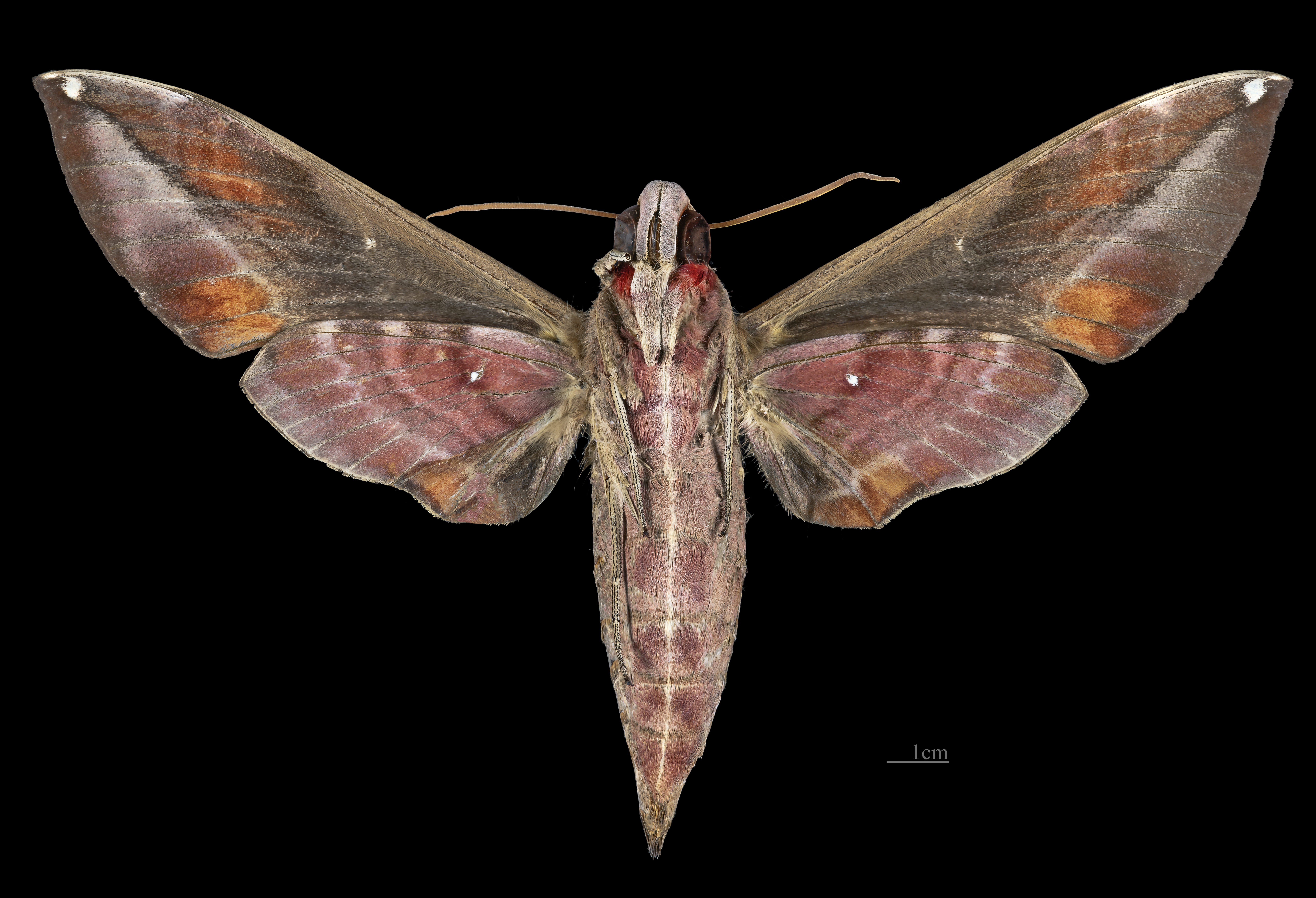
Daphnis hypothous hypothous ♀ △

### Chenille et chrysalide
La plupart des stades de la chenille sont verts avec une courte queue vers l'arrière et une paire de bandes dorso-latérales blanches ou rouge et jaune. Certains stades ont diverses marques colorées sur les côtés, y compris un ocelle bleu sur chaque côté du métathorax. Le dernier stade est brun rougeâtre.

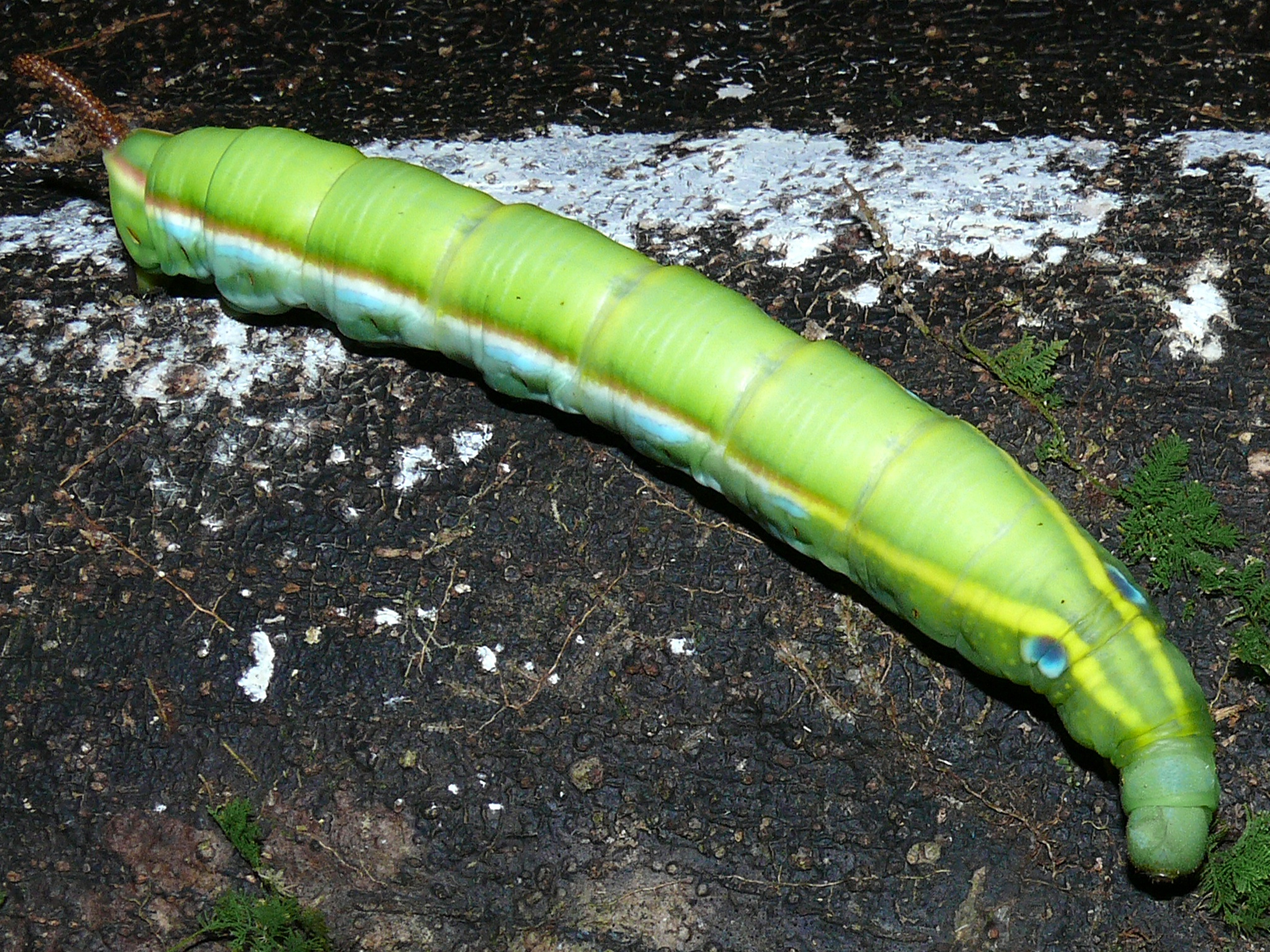
Chenille (Parc national du Gunung Mulu, Malaisie)

## Biologie
Les chenilles se nourrissent de diverses espèces de Rubiaceae, y compris le quinquina, Wendlandia et Uncaria en Inde.

## Répartition et habitat
Répartition
L'espèce est connue au Sri Lanka, au sud et au nord de l'Inde, au Népal, en Birmanie, dans le sud de la Chine, à Taiwan, en Thaïlande, en Malaisie et en Indonésie.

## Systématique
- L'espèce Daphnis hypothous a été décrite par l'entomologiste Pieter Cramer en 1780, sous le nom initial de Sphinx hypothous[1].
- La localité type est Ambon (Indonésie).

### Synonymie
- Sphinx hypothous Cramer, 1780 Protonyme
- Deilephila hypothous Rothschild & Jordan, 1903

### Taxinomie
Liste des sous-espèces
- Daphnis hypothous hypothous (Indonésie, y compris les îles Andaman et Seram)
- Daphnis hypothous crameri Eitschberger & Melichar, 2010 (Asie du Sud-Est)